# 新宝町
新宝町（しんぽうまち）は、愛知県東海市の地名。

## 地理
東海市北西部に位置する。

## 歴史

### 町名の由来
江戸後期に開発された新宝新田を前身とする。新宝新田は1834年（天保5年）に開発された畑50町ほどの新田であったが、安政東海地震による津波で堤防が決壊。以降は、水没したまま放置され、盾干し場として使われていたという。

### 人口の変遷
国勢調査による人口および世帯数の推移。
| 1995年（平成7年）  | 2世帯 2人 |  |
| 2000年（平成12年） | 3世帯 3人 |  |
| 2005年（平成17年） |           |  |
| 2010年（平成22年） |           |  |
| 2015年（平成27年） |           |  |
| 2020年（令和2年）  |           |  |

## 交通
- 愛知県道55号
- 名古屋高速4号東海線東海新宝出入口
- 名古屋第二環状自動車道東海インターチェンジ

## 施設
- トヨタ東海センター
- 近藤産興東海機材センター
- 東レ東海工場
- 三洋化成工業名古屋工場
- 愛知製鋼
- 鍛造技術の館
- トヨタ自動車名港センター
- 豊田スチールセンター
- トヨフジ海運
- ユー・エス・エス
- ガスエネルギー館

### WEB
1. ↑  “愛知県東海市の町丁・字一覧”.   人口統計ラボ. 2024年2月12日閲覧。
2. 1 2  総務省統計局 (2022年2月10日). “令和2年国勢調査の調査結果(e-Stat) - 男女別人口，外国人人口及び世帯数－町丁・字等” (CSV). 2023年8月2日閲覧。
3. ↑  “愛知県東海市の郵便番号一覧”.   日本郵便. 2024年2月11日閲覧。
4. ↑  “ナンバープレートについて”.   一般社団法人愛知県自動車会議所. 2024年1月21日閲覧。
5. ↑  総務省統計局 (2014年3月28日). “平成7年国勢調査の調査結果(e-Stat) - 男女別人口及び世帯数 －町丁・字等” (CSV). 2021年7月20日閲覧。
6. ↑  総務省統計局 (2014年5月30日). “平成12年国勢調査の調査結果(e-Stat) - 男女別人口及び世帯数 －町丁・字等” (CSV). 2021年7月20日閲覧。
7. ↑  総務省統計局 (2014年6月27日). “平成17年国勢調査の調査結果(e-Stat) - 男女別人口及び世帯数 －町丁・字等” (CSV). 2021年7月21日閲覧。
8. ↑  総務省統計局 (2012年1月20日). “平成22年国勢調査の調査結果(e-Stat) - 男女別人口及び世帯数 －町丁・字等” (CSV). 2021年7月21日閲覧。
9. ↑  総務省統計局 (2017年1月27日). “平成27年国勢調査の調査結果(e-Stat) - 男女別人口及び世帯数 －町丁・字等” (CSV). 2021年7月21日閲覧。

### 書籍
1. ↑  「角川日本地名大辞典」編纂委員会 1989, p. 1733.